# Cisterna de purín

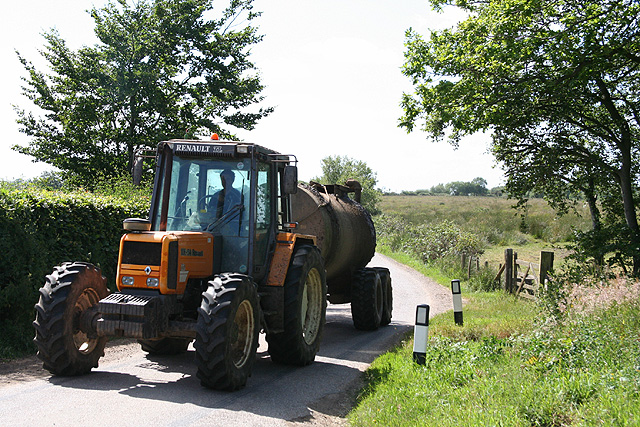
Tractor con cisterna de purín.

Una cisterna de purín es un contenedor metálico montado sobre chasis independiente a modo de remolque para camiones o tractores, para el almacenamiento o esparcimiento de purines. Estos remolques son principalmente utilizados en los sectores de ganadería y agricultura.